# Ole Højriis Kristensen
Ole Højriis Kristensen er en dansk iværksætter der bor i Fredensborg, men han er oprindeligt fra Børkop.
Han har været tilknyttet selskaberne Trendsales, Saxo Bank, Vodafone, ZYB, Sitevision, Okristensen ApS m.fl.
I 2008 indbragte salget af ZYB til Vodafone omkring 50 millioner dollars til de tre grundlæggere, der udover Ole Højriis Kristensen bestod af Tommy Ahlers og Morten Lund.
I 2016 var Ole Højriis Kristensen direktør for Trendsales.    